# Moofushi
Moofushi is een van de onbewoonde eilanden van het Alif Dhaal-atol behorende tot de Maldiven.

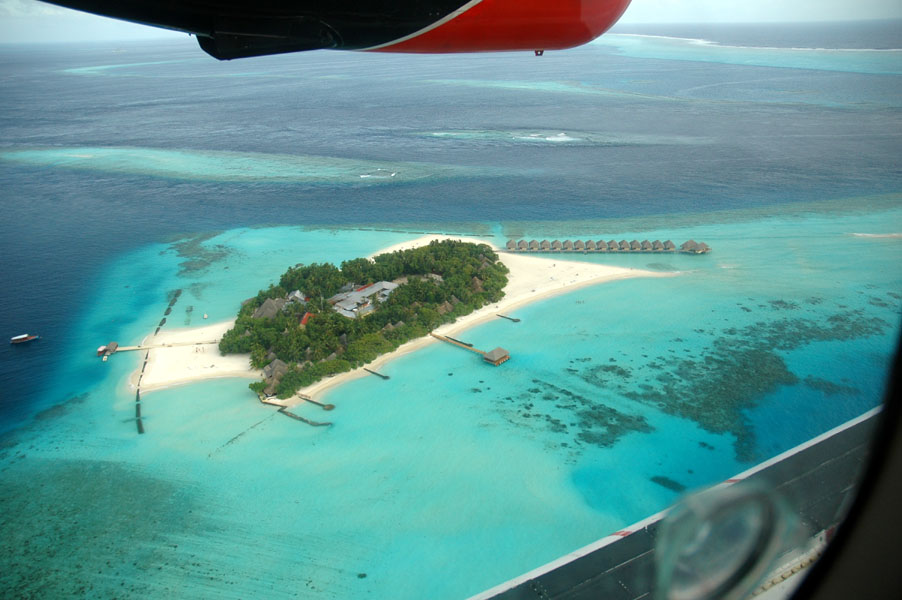
Moofushi